# Papulankutja
Papulankutja – miasto w Australii, w stanie Australia Zachodnia.